# Daxata ustulata
Daxata ustulata là một loài bọ cánh cứng trong họ Cerambycidae.